# Oliarus kurseongensis
Oliarus kurseongensis är en insektsart som beskrevs av William Lucas Distant 1911. Oliarus kurseongensis ingår i släktet Oliarus och familjen kilstritar. Inga underarter finns listade i Catalogue of Life.